# Lakewood Park
Lakewood Park és una concentració de població designada pel cens dels Estats Units a l'estat de Florida. Segons el cens del 2000 tenia 10.458 habitants.

## Demografia
Segons el cens del 2000, Lakewood Park tenia 10.458 habitants, 4.562 habitatges, i 3.166 famílies. La densitat de població era de 602,7 habitants/km².
Dels 4.562 habitatges en un 22,8% hi vivien nens de menys de 18 anys, en un 58,2% hi vivien parelles casades, en un 7,7% dones solteres, i en un 30,6% no eren unitats familiars. En el 25,9% dels habitatges hi vivien persones soles el 15,7% de les quals corresponia a persones de 65 anys o més que vivien soles. El nombre mitjà de persones vivint en cada habitatge era de 2,29 i el nombre mitjà de persones que vivien en cada família era de 2,71.
Per edats la població es repartia de la següent manera: un 19,8% tenia menys de 18 anys, un 5,5% entre 18 i 24, un 23,6% entre 25 i 44, un 21,6% de 45 a 60 i un 29,6% 65 anys o més.
L'edat mediana era de 46 anys. Per cada 100 dones de 18 o més anys hi havia 90,9 homes.
La renda mediana per habitatge era de 35.805 $ i la renda mediana per família de 41.069 $. Els homes tenien una renda mediana de 30.271 $ mentre que les dones 22.872 $. La renda per capita de la població era de 19.041 $. Entorn del 8,2% de les famílies i el 9,5% de la població estaven per davall del llindar de pobresa.

## Poblacions més properes
El següent diagrama mostra les poblacions més properes.